# 銀資國際
銀資國際有限公司（前港交所上市編號：0371.HK）是在1987年成立，主要業務是經營財務和地產業務。
後來因為公司發生財政問題而被香港交易所勒令停牌。
1989年10月13日，本公司從香港交易所除牌。

## 外部連結
- 銀資國際資料 （页面存档备份，存于）